# Выборы в Питкэрне (2013)
Выборы в Питкэрне прошли 12 ноября 2013 года на островах Питкэрн. Одновременно население выбирало мэра, его заместителя и состав Совета острова. В итоге Шон Кристиан стал мэром, Бренда Кристиан стала его заместителем и ещё 5 человек были избраны в парламент.

## Предисловие
Мэр Питкэрна — должность, носитель которой ответственен за повседневную жизнь на островах. Срок полномочий мэра составляет 3 года с возможностью переизбрания на второй срок. Заместитель мэра избирается на 2 года.
Совет острова — законодательный орган Питкэрна. Состоит из десяти членов, семь из которых (пять советников, мэр и заместитель мэра) избираются всенародным голосованием и являются единственными членами, которым разрешено голосовать на любом заседании Совета. Остальные трое являются членами ex officio: администратор, губернатор и заместитель губернатора. Срок полномочий органа — 2 года.

## Результаты

### Мэр
| Кандидат                | Первый тур | Первый тур | Второй тур | Второй тур | Третий тур | Третий тур |
| Кандидат                | Голосов    | %          | Голосов    | %          | Голосов    | %          |
| ----------------------- | ---------- | ---------- | ---------- | ---------- | ---------- | ---------- |
| Шон Кристиан            | 18         | 45,00      | 20         | 50,00      | 20         | 51,28      |
| Саймон Янг              | 18         | 45,00      | 20         | 50,00      | 19         | 48,72      |
| Бренда Кристиан         | 4          | 10,00      |            |            |            |            |
| Недействительные голоса | 2          | –          | 2          | –          | 3          | –          |
| Всего                   | 42         | 100        | 42         | 100        | 42         | 100        |
| Источник: Dem Tull      |            |            |            |            |            |            |

### Заместитель мэра
| Бренда Кристиан                                                       | 28 | 70,00 |
| Джеки Кристиан                                                        | 12 | 30,00 |
| Недействительные голоса                                               | 2  | –     |
| Всего                                                                 | 42 | 100   |
| Источник: Dem Tull Архивная копия от 3 января 2014 на Wayback Machine |    |       |

### Совет острова
| Кандидат           | Первый тур | Второй тур | Избран(а)/Нет |
| ------------------ | ---------- | ---------- | ------------- |
| Шарлин Уоррен-Пью  | 31         |            | Избрана       |
| Дарралин Гриффитс  | 31         | Избран     |               |
| Дэвид Браун        | 30         | Избран     |               |
| Мишель Кристиан    | 20         | Избран     |               |
| Лесли Жак          | 16         | 27         | Избран        |
| Сью                | 16         | 10         | Не избрана    |
| Джеки Кристиан     | 15         |            | Не избран     |
| Мелва Эванс        | 14         | Не избрана |               |
| Всего              | 173        | 37         |               |
| Источник: Dem Tull |            |            |               |